# Најбоље године
„Најбоље године” је југословенска телевизијска серија снимљена 2003. године.

## Улоге
| Глумац                     | Улога        |
| -------------------------- | ------------ |
| Бранислав Цига Јеринић     | Светислав    |
| Марко Николић              | Божидар      |
| Неда Арнерић               | Ирина Спасић |
| Анита Манчић               | Маша         |
| Јелисавета Сека Саблић     | Олга         |
| Властимир Ђуза Стојиљковић | Комшија      |
| Горан Султановић           | Неша         |
| Горица Поповић             | Лепа         |
| Ана Франић                 | Душка        |
| Борис Комненић             |              |
| Власта Велисављевић        |              |
| Тијана Чуровић             |              |
| Александар Хрњаковић       |              |
| Душан Голумбовски          |              |
| Борис Исаковић             |              |
| Ненад Маричић              |              |
| Миљана Кравић              |              |

Комплетна ТВ екипа ▼
| Редитељ         | Слободан Шуљагић |        |
| Сценариста      | Миодраг Зупанц   |        |
| Уметнички одсек | Власто Марић     | сликар |